# آموس أبوت
آموس أبوت (بالإنجليزية: Amos Abbott)‏ هو سياسي أمريكي، ولد في 10 سبتمبر 1786 في الولايات المتحدة، وتوفي بنفس المكان في 2 نوفمبر 1868. حزبياً، نشط في حزب اليمين. وقد انتخب عضو مجلس ولاية ماساتشوستس (1840 – 1842) وانتخب عضو مجلس نواب ماساتشوستس (1835 – 1837) وانتخب عضو مجلس النواب الأمريكي عن دائرة Massachusetts's 3rd congressional district ‏ (4 مارس 1843 – 3 مارس 1849).